# Dryopteris aureo-viridis
Dryopteris aureo-viridis là một loài thực vật có mạch trong họ Dryopteridaceae. Loài này được Rosenst. miêu tả khoa học đầu tiên năm 1914.